# Rosendals trädgård

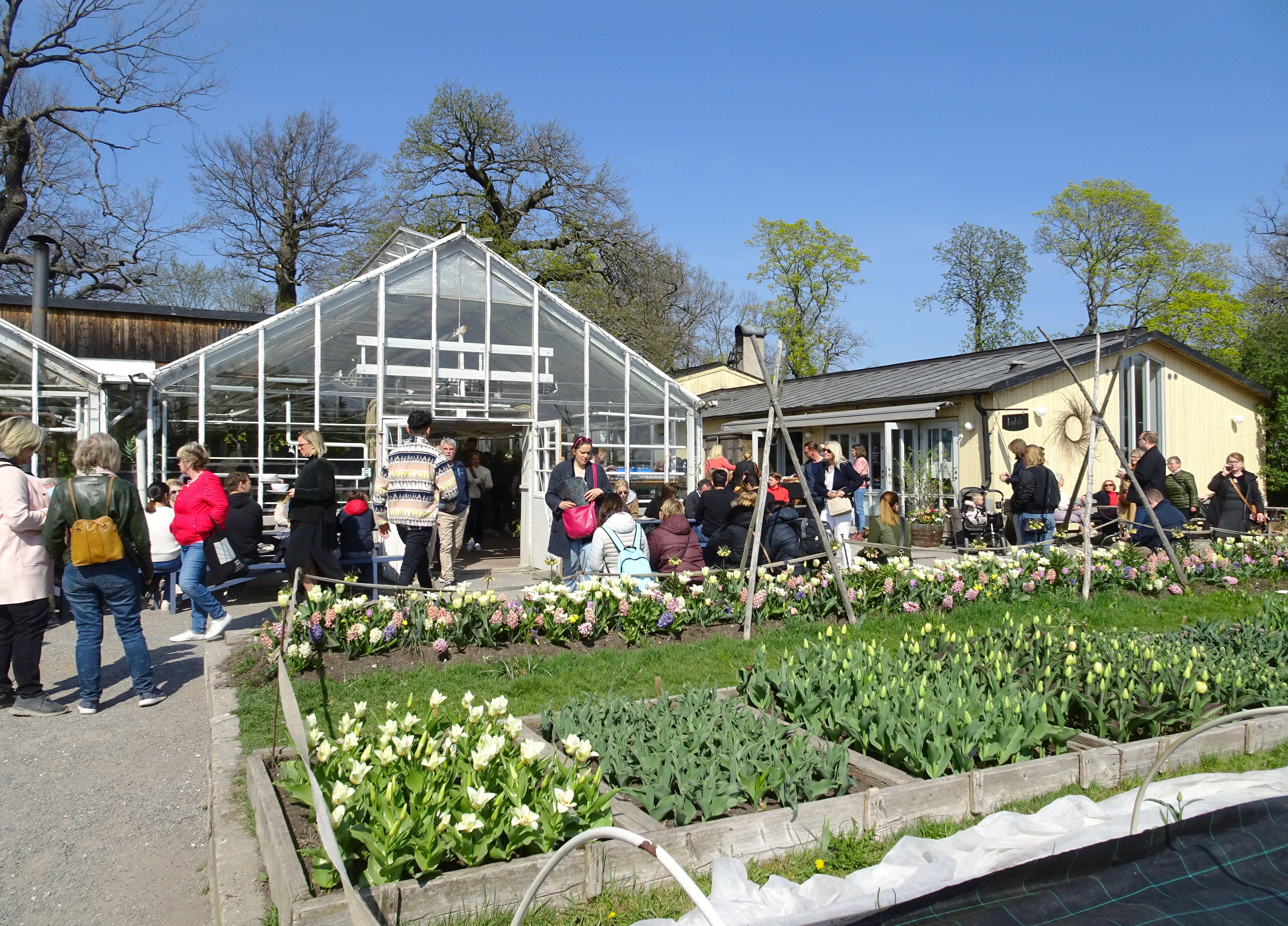
Rosendals växthus, april 2019.

Rosendals trädgård ligger strax väster om Rosendals slott på Djurgården i Stockholm, och ingår i Kungliga nationalstadsparken. Orangeriets byggnad är blåmärkt av Stadsmuseet i Stockholm, vilket innebär "att bebyggelsen bedöms ha synnerligen höga kulturhistoriska värden".

## Historik

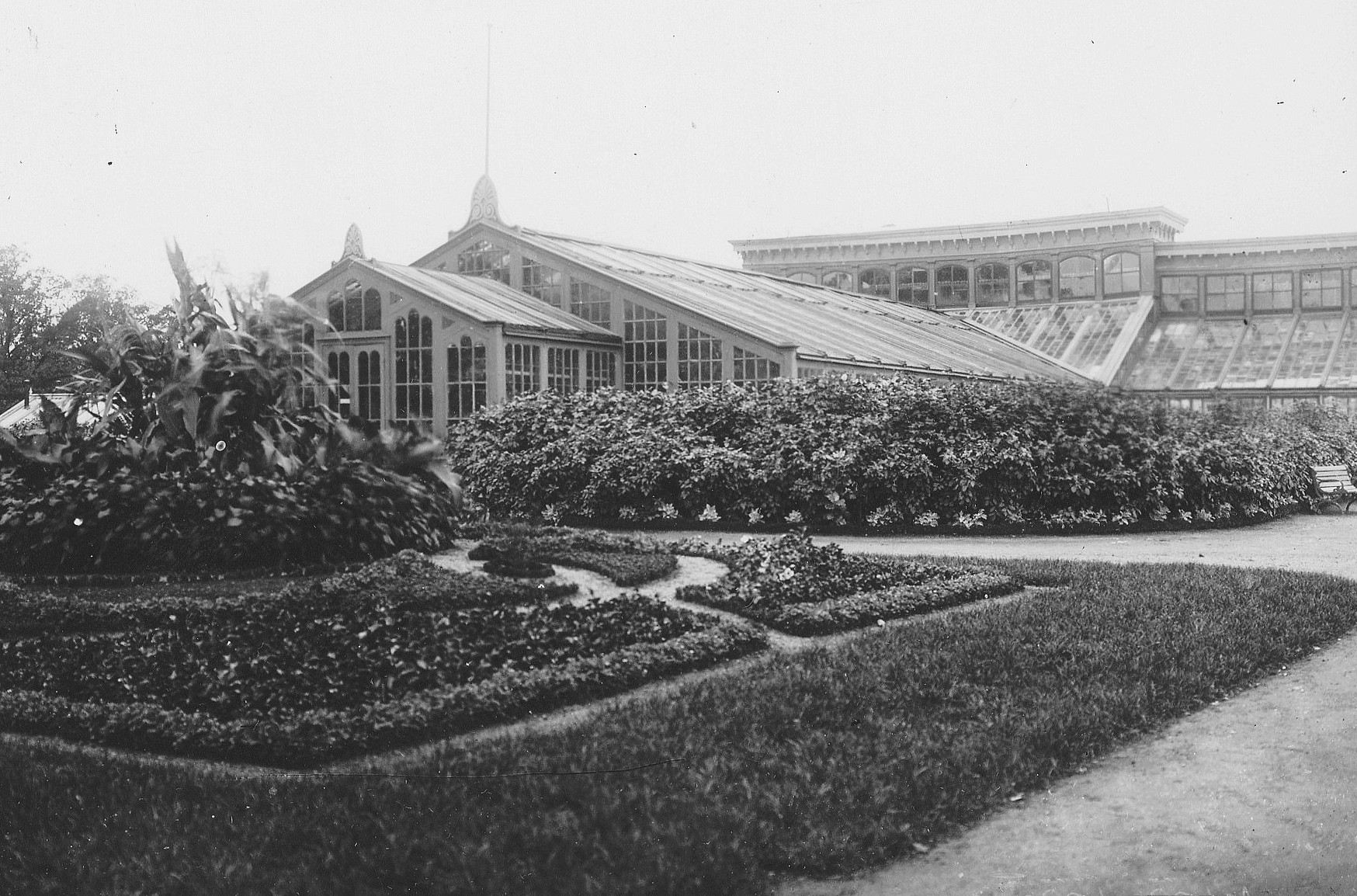
Victoria Regia-huset, 1905.

Trädgården startades av Svenska trädgårdsföreningen 1861–1911 med växthus och trädgårdsskola. Under denna period utbildades här omkring 700 trädgårdsmästare. Trädgården med stora växthus låg ursprungligen på Rosendalsterrassen cirka 180 meter nordväst om nuvarande anläggning. Växthuset var en skapelse av gjutjärnsprofiler och glas och kallades Victoria Regia-huset. 
Trädgårdsskolan leddes av en trädgårdsdirektör som bodde i den ännu bevarade Trädgårdsdirektörens bostad som ligger vid Rosendalsterrassen 9. Växthusen på Rosendalsterrassen revs på 1910-talet. Kvar blev endast villan med trädgårdsdirektörens före detta bostad.
Sedan 1982 drivs trädgården i form av en stiftelse vars huvudsyfte är att verka för att sprida kunskap om biodynamisk odling och verka för att främja landskapskonst. Här finns även ett kafé, bageri, plantbod, brödbutik samt kursverksamhet. Avkastningen från dessa används för att driva och utveckla trädgården.

## Rosendals orangeri
Inom området ligger Rosendals orangeri som numera är ombyggt till privatbostäder. Orangeriet uppfördes år 1848 som huvudbyggnad efter ritningar av arkitekten Georg Theodor Chiewitz, han ritade även Oscar I:s orangeri på Tullgarns slott. Den rosafärgade byggnaden består av en rund mittendel i två våningar med två flyglar i en våning. Orangeriet har givit namn åt den närliggande Orangerivägen.

## Bilder

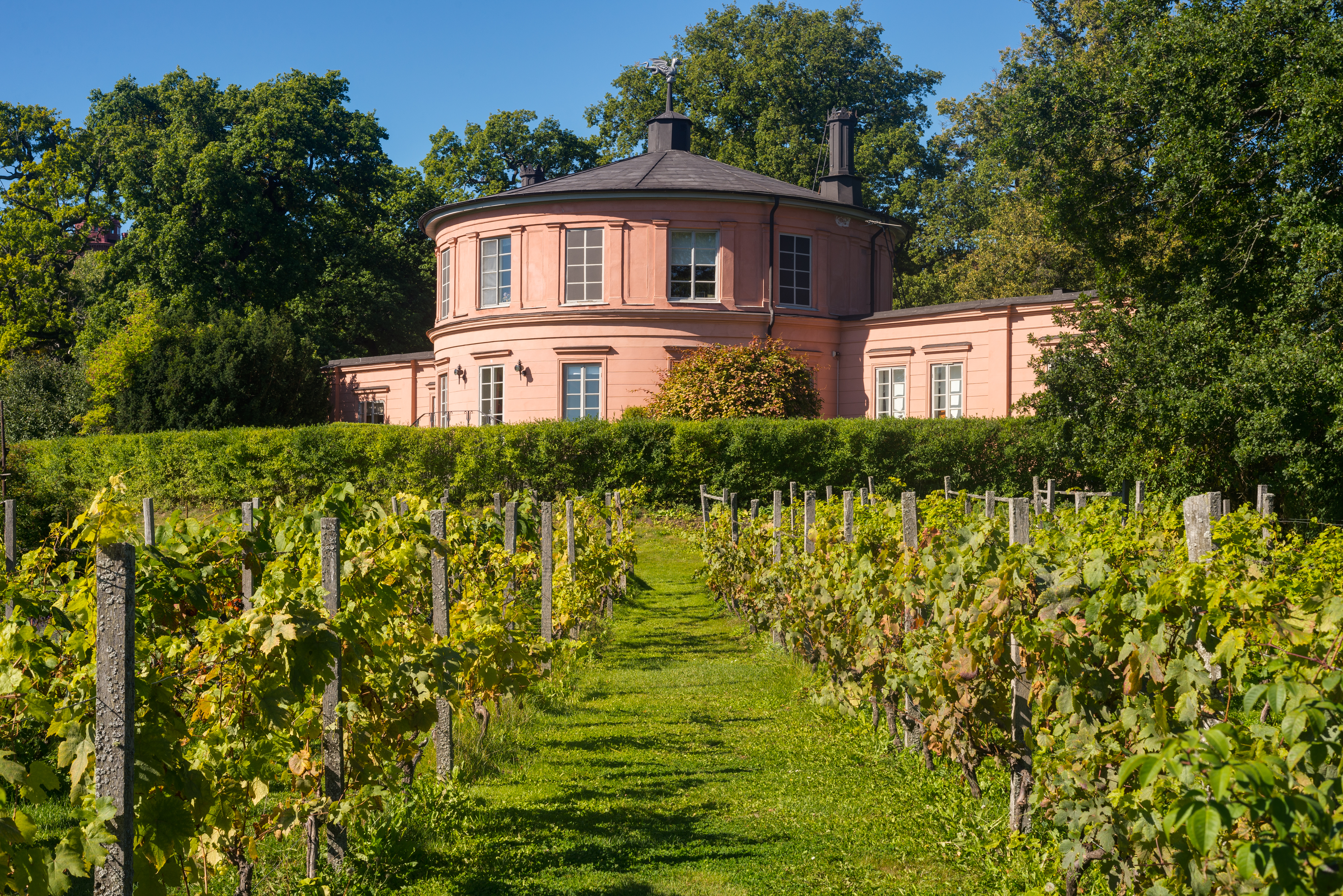
Orangeriet
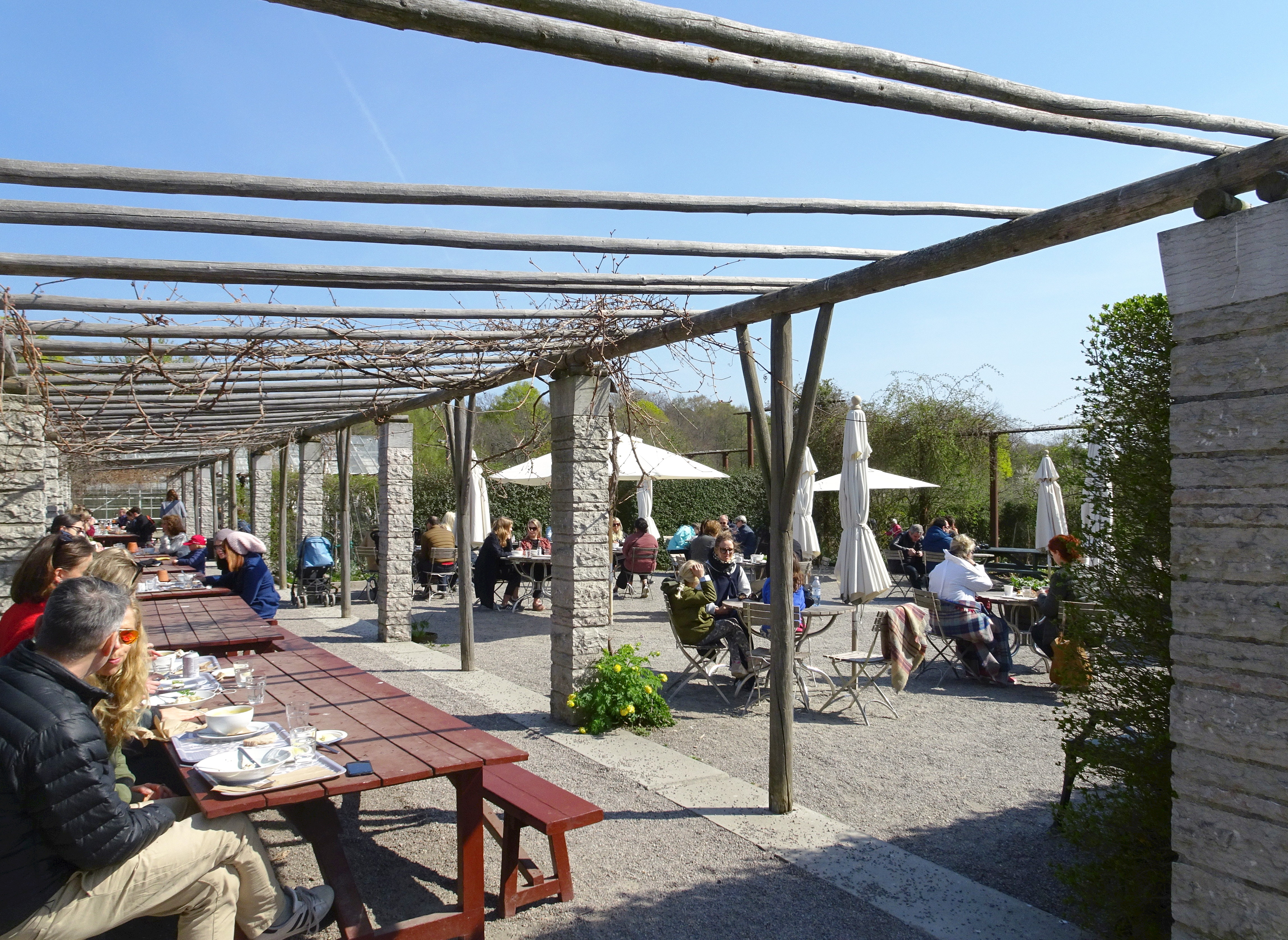
Serveringen
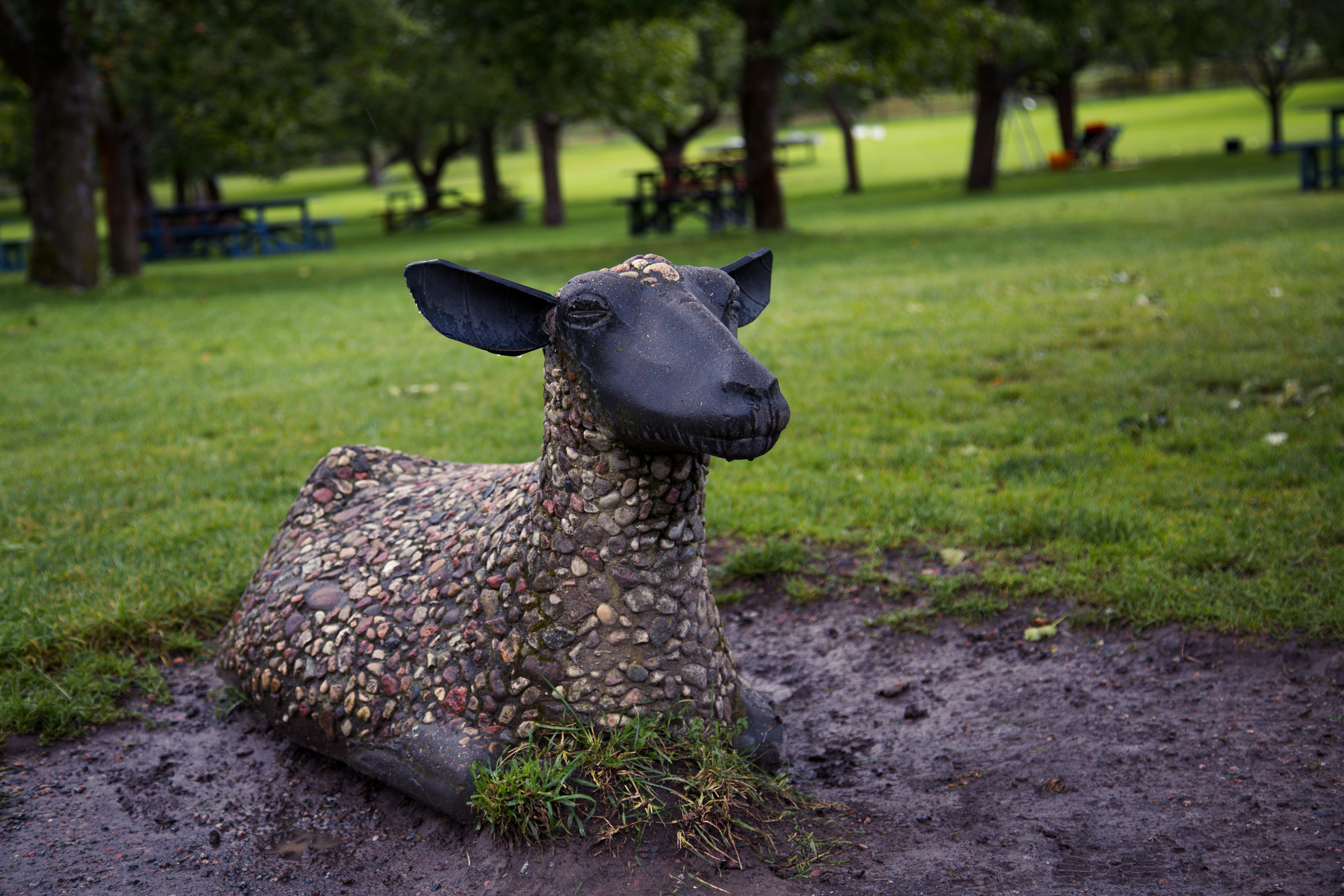
"Lammet"
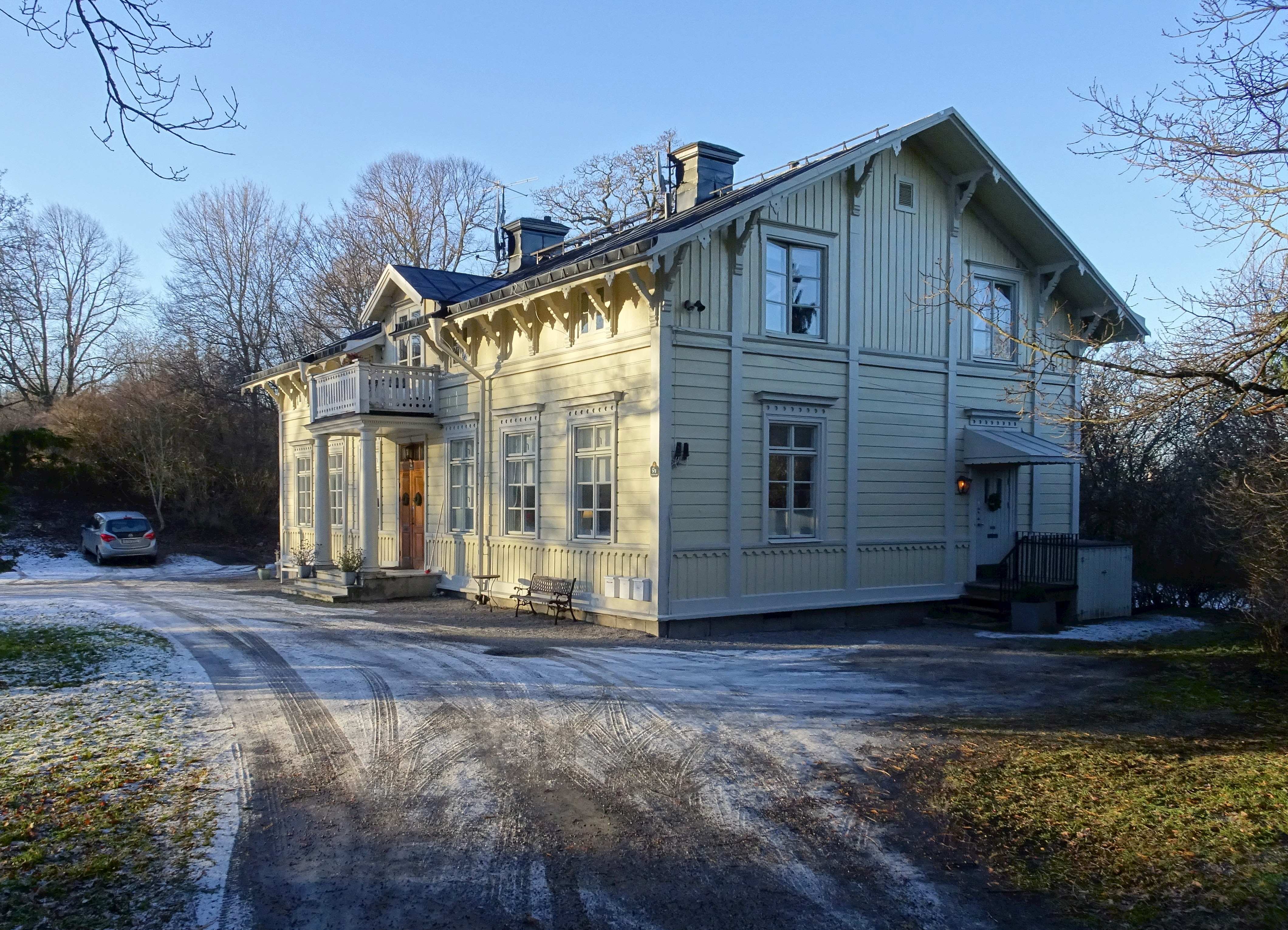
F.d. Trädgårdsdirektörens bostad